# Grazia Deledda

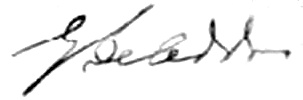
Firma di Grazia Deledda

Grazia Deledda, in lingua sarda Gràssia o Gràtzia Deledda (Nuoro, 27 settembre 1871 – Roma, 15 agosto 1936), è stata una scrittrice italiana, vincitrice del Premio Nobel per la letteratura 1926. È ricordata come la seconda donna, dopo la svedese Selma Lagerlöf, a ricevere il premio in questa disciplina, e l'unica donna sarda oltre che italiana.

## Biografia

### Infanzia e formazione

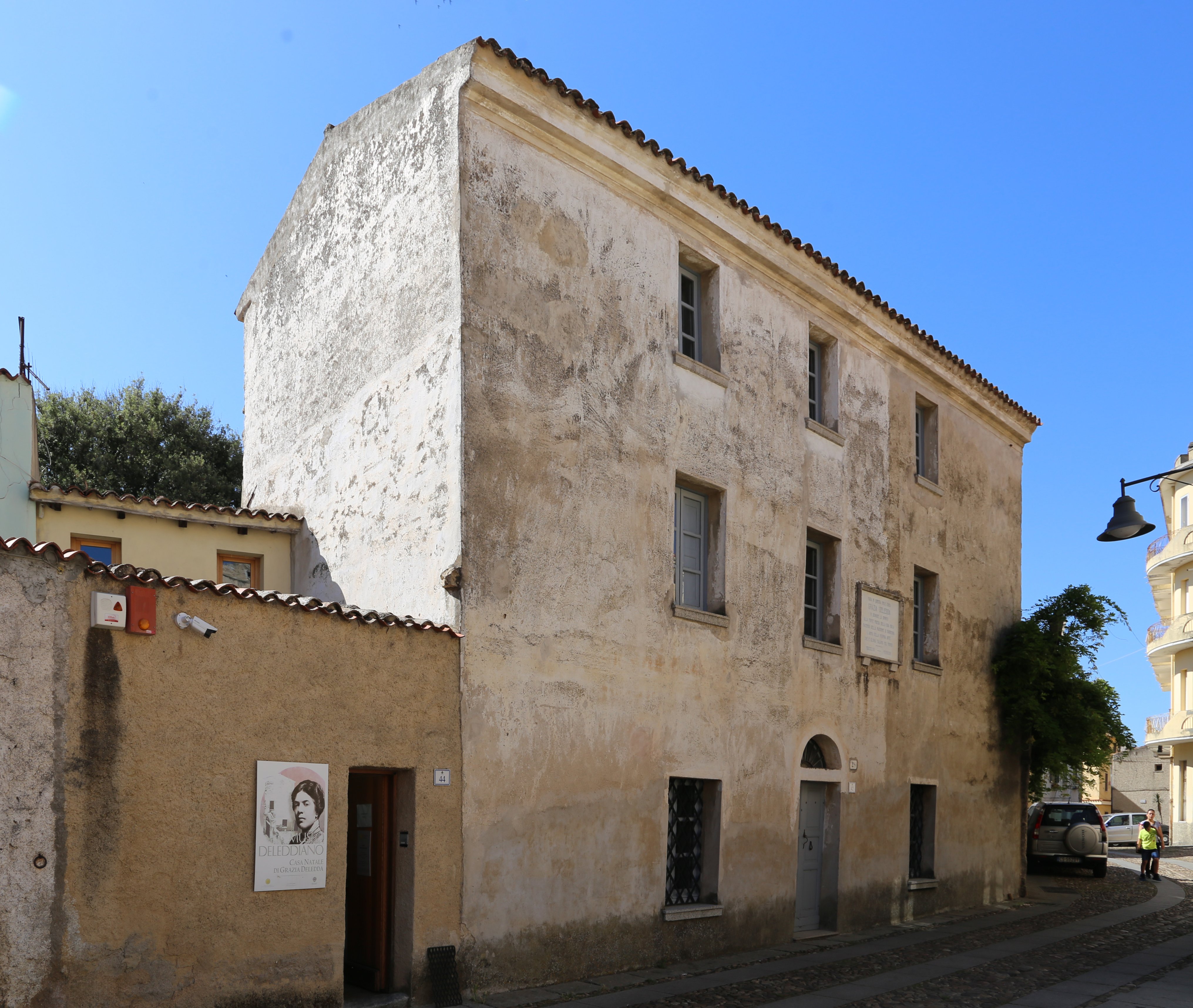
La casa natale di Grazia Deledda a Nuoro

Secondo i dati ufficiali, Grazia Deledda nacque a Nuoro, il 28 settembre 1871 alle due del mattino, quarta di sette tra figli e figlie, da famiglia benestante. Sebbene la data riportata nell'atto presso il registro di Stato Civile di Nuoro sia il 28 settembre, era allora usanza registrare i bambini diversi giorni dopo la nascita. La stessa scrittrice ne specifica infatti il giorno in diverse lettere indirizzate all'allora fidanzato, Andrea Pirodda: nella prima, datata 10 dicembre 1892, scrive: «Il mio compleanno cade il 27 settembre» e in un'altra dell'11 maggio 1893 ribadisce: «Io non sono certa se ho venti o ventun anni compiuti; neanche mia madre ne è certa, ma è più probabile che ne abbia ventuno che venti. Sono vecchia, non è vero? La nostra vecchia serva, che ho interrogato a proposito, dice che a lei sembra ne abbia venti; ciò che si ricorda bene è che son nata una sera verso le otto, il giorno di San Cosimo, cioè il 27 settembre. Questo lo sapevo già».
Il padre, Giovanni Antonio Deledda, era laureato in legge ma non esercitò la professione. Era un benestante imprenditore e possidente, si occupava di commercio e agricoltura; si interessava di poesia e componeva egli stesso versi in sardo; aveva fondato una tipografia e stampava una rivista. Fu sindaco di Nuoro nel 1863. La madre era Francesca Cambosu, descritta come donna di severi costumi; dedita alla casa, educò lei la figlia.
Dopo aver frequentato le scuole elementari fino alla classe quarta, Grazia fu seguita privatamente dal professor Pietro Ganga, docente di lettere italiane, latine e greche che parlava francese, tedesco, portoghese, spagnolo. Ganga le impartì lezioni di base di italiano, latino e francese. Quella con Ganga fu anche un'amicizia diretta e profonda, testimoniata da un appassionato epistolario. Proseguì la sua formazione da autodidatta, e sviluppò un particolare amore per la letteratura greca.
Secondo alcune letture, fra cui Collu e Petrignani, Deledda avrebbe affrontato un lungo corpo-a-corpo per dar forma alle aspirazioni profonde e rispondere alla voce interiore che la chiamava irresistibilmente alla scrittura, soprattutto contro la piccola e chiusa società di Nuoro in cui il destino della donna, si è detto, non poteva oltrepassare il limite di «figli e casa, casa e figli». Reagì, Deledda, rivelando così da protagonista il travaglio della crisi epocale del mondo patriarcale contadino e pastorale, incapace ormai di contenere e promuovere le istanze affioranti nelle nuove generazioni. Il bisogno di realizzarsi in spazi sociali aperti e vasti, la progressiva coscienza delle proprie capacità e il confronto con modelli comportamentali diversi da quelli imposti poteva indurla ad assumere altre identità. Ma questo rischio era lontano dai suoi intendimenti. Se l’identità da un lato non può pensarsi stagnante, immobile e senza relazioni nutritive, dall’altro assumere l’identità di un altro significa perdere la propria, dare l’identità a un altro significa sottrargli la sua. La giovane ha seguito una strada esemplare: ha fatto esplodere le contraddizioni di una società ormai in declino (secondo le dette fonti), ma senza tradirne la radice identitaria profonda che la distingue da tutte le altre. La sua ribellione è stata interpretata come un «tradimento». Invece, tutta la sua opera testimonia l’opposto.
Importante per la sua formazione letteraria, nei primi anni della sua carriera da scrittrice, fu l'amicizia con lo scrittore, archivista e storico dilettante sassarese Enrico Costa, che per primo ne comprese il talento. Per un lungo periodo scambiò delle lettere con lo scrittore calabrese Giovanni De Nava, che si complimentava del talento della giovane scrittrice. Queste missive poi si trasformarono in lettere d'amore in cui si scambiavano dolci poesie. Poi, per l'assenza di risposte da parte di Giovanni per un lungo periodo, smisero di scriversi.
La famiglia fu colpita da una serie di disgrazie: il fratello maggiore, Santus, abbandonò gli studi e divenne alcolizzato; il più giovane, Andrea, fu arrestato per piccoli furti. Il padre morì per una crisi cardiaca il 5 novembre 1892 e la famiglia dovette affrontare difficoltà economiche. Quattro anni più tardi morì anche la sorella Vincenza.

### Attività letteraria giovanile

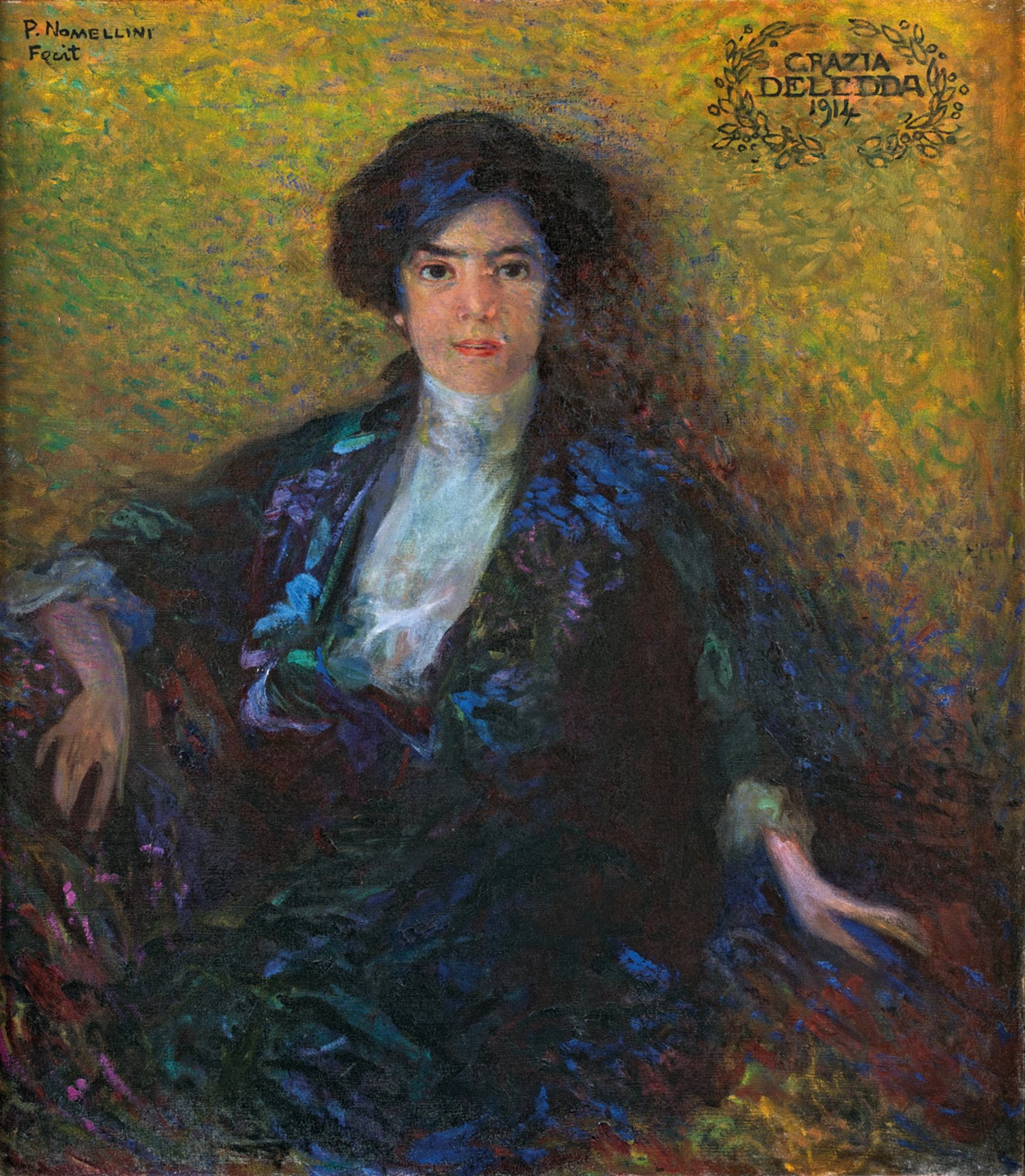
Ritratto di Grazia Deledda, di Plinio Nomellini, 1914

Nel 1887 inviò a Roma alcuni racconti (Sangue sardo e Remigia Helder), pubblicati dall'editore Edoardo Perino sulla rivista "L'ultima moda", diretta da Epaminonda Provaglio. Sulla stessa rivista venne pubblicato a puntate il romanzo Memorie di Fernanda. Nel 1890 uscì a puntate sul quotidiano di Cagliari L'avvenire della Sardegna, con lo pseudonimo Ilia de Saint Ismail, il romanzo Stella d'Oriente, e a Milano, presso l'editore Trevisini, Nell'azzurro, un libro di novelle per l'infanzia.
Deledda incontrò l'approvazione di letterati quali Angelo de Gubernatis e Ruggiero Bonghi, che nel 1895 accompagnò con una sua prefazione l'uscita del romanzo Anime oneste. Collaborò inoltre con riviste sarde e continentali, quali La Sardegna, Piccola rivista e Nuova Antologia. L'intervento di Bonghi (letterato, deputato e ministro della Pubblica Istruzione) fu notevole in quanto questi considerava il romanzo come inutile, dannoso, anzi uno dei maggiori strumenti del dissolvimento intellettuale e morale che attingevano la società del tempo; eppure delle anime oneste del titolo intravvide una reale onestà che lo spinse a sbilanciarsi favorevolmente.
Fra il 1891 e il 1896, sulla Rivista delle tradizioni popolari italiane, diretta da Angelo de Gubernatis, venne pubblicato a puntate il saggio Tradizioni popolari di Nuoro in Sardegna, introdotto da una citazione di Tolstoi, prima espressione documentata dell'interesse della scrittrice per la letteratura russa. Seguirono romanzi e racconti di argomento isolano. Nel 1896 il romanzo La via del male fu recensito in modo favorevole da Luigi Capuana, che ne scrisse anche la prefazione. Nel 1897 uscì una raccolta di poesie, Paesaggi sardi, edita da Speirani.

### Maturità

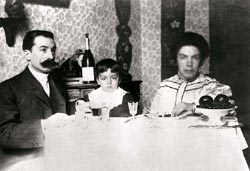
Ritratta assieme al marito e al figlio (circa 1905)

Conclusa la tesa relazione con il maestro elementare Andrea Pirodda, il 22 ottobre 1899 si trasferì a Cagliari, in via San Lucifero (strada in cui fece abitare Anania, protagonista di Cenere); in questa città conobbe Palmiro Madesani, un funzionario del Ministero delle finanze, che sposò a Nuoro due mesi dopo, l'11 gennaio 1900, portata all'altare dallo zio prete Salvatore Cambosu, essendo il padre morto da tempo. Madesani era originario di Cicognara di Viadana, in provincia di Mantova, dove anche Grazia Deledda visse per un periodo. Dopo il matrimonio, Madesani lasciò il lavoro di funzionario statale per dedicarsi all'attività di agente letterario della moglie. La coppia si trasferì a Roma nel 1900, dove condusse una vita appartata. Ebbero due figli, Franz e Sardus.
Nel 1903 la pubblicazione di Elias Portolu la confermò come scrittrice e l'avviò a una fortunata serie di romanzi e opere teatrali: Cenere (1904), L'edera (1908), Sino al confine (1910), Colombi e sparvieri (1912), Canne al vento (1913), L'incendio nell'oliveto (1918), Il Dio dei venti (1922). Da Cenere fu tratto un film interpretato da Eleonora Duse. La prima candidatura al Premio Nobel per la letteratura, sul quale si discusse presso l'apposita commissione dell'Accademia di Svezia, data al 1913. Uno dei più convinti sostenitori delle ripetute candidature di Deledda fu Carl Bildt, ambasciatore di Svezia a Roma e membro dell'Accademia, ma la prima fu proposta da Karl August Hagberg, che aveva tradotto Deledda in svedese.
(Grazia Deledda, lettera a Stanis Manca, ante 1891)

In una fotografia nei tardi anni

La sua opera fu apprezzata da Giovanni Verga, oltre che da scrittori più giovani come Enrico Thovez, Emilio Cecchi, Pietro Pancrazi, Antonio Baldini. Fu riconosciuta e stimata anche all'estero: David Herbert Lawrence scrisse la prefazione della traduzione in inglese de La madre. Deledda fu anche traduttrice: è sua infatti una versione in lingua italiana di Eugénie Grandet di Honoré de Balzac.
Dal 1909 le sue opere furono illustrate da Giuseppe Biasi, con il quale intrattenne anche un carteggio.
Grazia Deledda, fuori dall'isola, era solita stringere amicizia e confrontarsi con personaggi internazionali, anche di piccolo calibro, che solevano frequentare il suo salotto.
Fu anche una donna sensibile al sociale, insegnò lettere all'Asilo Lazio, creato dalla Società Podistica Lazio nel 1915.

## Prima donna candidata al Parlamento italiano
Nel marzo del 1909, alla presentazione delle liste per le elezioni alla XXIII legislatura del Regno d'Italia, il nome di Grazia Deledda comparve al collegio di Nuoro della Camera per il Partito Radicale Italiano. Non solo si trattava della prima volta che una donna veniva candidata, ma ancora le donne in Italia non potevano votare, malgrado la questione fosse oggetto di sempre più vivo pubblico dibattito. Perciò la candidatura è stata interpretata come una provocazione, per il suffragio femminile e contro il candidato 'ministeriale', l'avvocato di Orani Antonio Luigi Are, e fu accompagnata da polemiche sulla stampa non solo locale. Su La Tribuna, ad esempio, Giuseppe Piazza dubitava che la scrittrice potesse avere qualità adatte al ruolo in quanto "anziché un'adeguata preparazione per presieder domani una qualche Commissione di bilancio ha impiegato la sua vita in due cose, a scriver romanzi e a partorire degli ottimi figliuoli... Due cose delle quali l'ultima soprattutto è troppo grande per darle tempo e volontà di essere femminista e «deputata»". Il partito l'aveva invece selezionata sulla base di alcuni requisiti fra cui buona cultura, rispettabile posizione sociale, trasversalità nei consensi elettorali, e si ipotizza che fra i sostenitori vi fossero, oltre al poeta Sebastiano Satta, anche ambienti di Roma, città in cui Deledda viveva ormai da 9 anni.
Ad esito della consultazione, Deledda ottenne 34 voti, di cui 31 contestati; vinse l'avvocato Are, la cui elezione dovette però essere ripetuta.

## Il premio Nobel

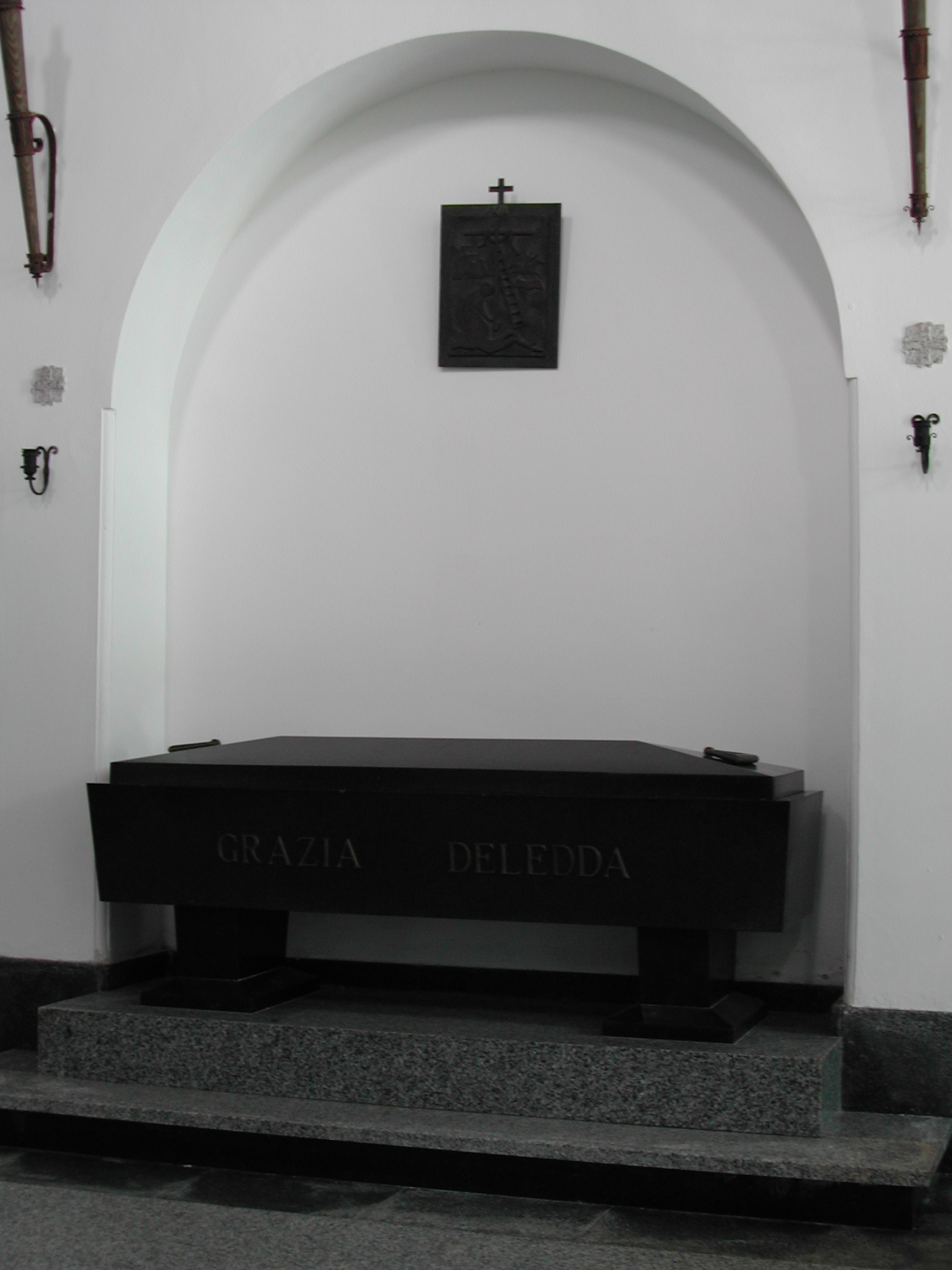
La tomba della scrittrice nella chiesa della Solitudine a Nuoro

Il 10 dicembre 1927 le venne conferito il premio Nobel per la letteratura 1926, «per la sua potenza di scrittrice, sostenuta da un alto ideale, che ritrae in forme plastiche la vita quale è nella sua appartata isola natale e che con profondità e con calore tratta problemi di generale interesse umano». Deledda è stata la prima donna italiana a vincere il premio Nobel.

## La morte
Un tumore di cui soffriva da tempo la portò alla morte nel 1936, quasi dieci anni dopo la vittoria del premio. Sulla data del giorno di morte c'è controversia: alcune fonti riportano il 15 agosto,
altre il 16.
Le spoglie di Deledda trovarono sepoltura nel cimitero del Verano a Roma, dove rimasero fino al 1959 quando, su richiesta dei familiari della scrittrice, furono traslate nella sua città natale. Da allora sono custodite in un sarcofago di granito nero levigato nella chiesetta della Madonna della Solitudine, ai piedi del monte Ortobene, che tanto aveva decantato in uno dei suoi ultimi lavori. La sistemazione della tomba fu a carico dello stato italiano, che appositamente promulgò la legge 5 gennaio 1953, n. 2.
Lasciò incompiuta la sua ultima opera, Cosima, quasi Grazia, autobiografica, che apparirà in settembre di quello stesso anno sulla rivista Nuova Antologia, a cura di Antonio Baldini, e che poi verrà edita col titolo Cosima.
La sua casa natale, nel centro storico di Nuoro (nel rione Santu Predu), è adibita a museo.

## Critica
La critica in generale tende a incasellare la sua opera di volta in volta in questo o in quell'-ismo: regionalismo, verismo, decadentismo, oltre che nella letteratura della Sardegna. Altri critici invece preferiscono riconoscerle l'originalità della sua poetica.
Il primo a dedicare a Grazia Deledda una monografia critica a metà degli anni trenta fu Francesco Bruno. Negli anni quaranta-cinquanta, sessanta, nelle storie e nelle antologie scolastiche della letteratura italiana, la presenza di Deledda ha rilievo critico e numerose pagine antologizzate, specialmente dalle novelle.
Tuttavia parecchi critici italiani avanzavano riserve sul valore delle sue opere. I primi a non comprendere Deledda furono i suoi stessi conterranei. Gli intellettuali sardi del suo tempo si sentirono traditi e non accettarono la sua operazione letteraria, con l'eccezione di alcuni: Costa, Ruju, Biasi. Le sue opere le procurarono le antipatie degli abitanti di Nuoro, in cui le storie erano ambientate. I suoi concittadini erano infatti dell'opinione che descrivesse la Sardegna come terra rude, rustica e quindi arretrata.
Più recentemente, le opere e i saggi di Deledda sono stati reinterpretati e ristudiati da altri corregionali. Tra questi si possono citare Neria De Giovanni (che pur marcando le radici sarde di Deledda le riconosce una dimensione che va oltre l'ambito geoculturale isolano,) Angela Guiso (con una critica lontana dalle precedenti, più internazionale) e Dino Manca.

### Verismo
Ai primi lettori dei romanzi di Deledda era naturale inquadrarla nell'ambito della scuola verista.
Luigi Capuana la esortava a proseguire nell'esplorazione del mondo sardo, «una miniera» dove aveva «già trovato un elemento di forte originalità».
Anche Borgese la definisce "degna scolara di Giovanni Verga". Lei stessa scrive nel 1891 al direttore della rivista romana La Nuova Antologia, Maggiorino Ferraris: «L'indole di questo mio libro a me pare sia tanto drammatica quanto sentimentale e anche un pochino veristica se per 'verismo' intendiamo il ritrarre la vita e gli uomini come sono, o meglio come li conosco io».

### Differenze rispetto al Verismo
Ruggero Bonghi, manzoniano, per primo si sforza di sottrarre la scrittrice sarda al clima delle poetiche naturalistiche. Tuttavia, recentemente, altri critici la ritengono invece completamente estranea al naturalismo.
Emilio Cecchi nel 1941 scrive: «Ciò che la Deledda poté trarre dalla vita della provincia sarda, non s'improntò in lei di naturalismo e di verismo... Sia i motivi e gli intrecci, sia il materiale linguistico, in lei presero subito di lirico e di fiabesco...».
Il critico letterario Natalino Sapegno definisce i motivi che distolgono Deledda dai canoni del Verismo: «Da un'adesione profonda ai canoni del verismo troppe cose la distolgono, a iniziare dalla natura intimamente lirica e autobiografica dell'ispirazione, per cui le rappresentazioni ambientali diventano trasfigurazioni di un'assorta memoria e le vicende e i personaggi proiezioni di una vita sognata. A dare alle cose e alle persone un risalto fermo e lucido, un'illusione perentoria di oggettività, le manca proprio quell'atteggiamento di stacco iniziale che è nel Verga, ma anche nel Capuana, nel De Roberto, nel Pratesi e nello Zena.»

### Decadentismo
Vittorio Spinazzola scrive: «Tutta la miglior narrativa deleddiana ha per oggetto la crisi dell'esistenza. Storicamente, tale crisi risulta dalla fine dell'unità culturale ottocentesca, con la sua fiducia nel progresso storico, nelle scienze laiche, nelle garanzie giuridiche poste a difesa delle libertà civili. Per questo aspetto la scrittrice pare pienamente partecipe del clima decadentistico. I suoi personaggi rappresentano lo smarrimento delle coscienze perplesse e ottenebrate, assalite dall'insorgenza di opposti istinti, disponibili a tutte le esperienze di cui la vita offre occasione e stimolo».

### Grazia Deledda e i narratori russi

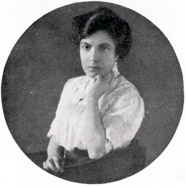
La scrittrice in età giovanile

È noto che la giovanissima Grazia Deledda, quando ancora collaborava alle riviste di moda, si rese conto della distanza che esisteva tra la stucchevole prosa in lingua italiana di quei giornali e la sua esigenza di impiegare un registro più vicino alla realtà e alla società dalla quale proveniva.
La Sardegna, tra la fine dell'Ottocento e il primo Novecento, tenta come l'Irlanda di Oscar Wilde, di Joyce, di Yeats o la Polonia di Conrad, un dialogo alla pari con le grandi letterature europee e soprattutto con la letteratura russa.
Nicola Tanda nel saggio La Sardegna di Canne al vento scrive che, in quell'opera di Deledda, le parole evocano memorie tolstojane e dostoevskiane, parole che possono essere estese a tutta l'opera narrativa deleddiana: «L'intero romanzo è una celebrazione del libero arbitrio. Della libertà di compiere il male, ma anche di realizzare il bene, soprattutto quando si ha esperienza della grande capacità che il male ha di comunicare angoscia. Il protagonista che ha commesso il male non consente col male, compie un viaggio, doloroso, mortificante, ma anche pieno di gioia nella speranza di realizzare il bene, che resta la sola ragione in grado di rendere accettabile la vita».
Negli anni a cavallo tra Ottocento e Novecento, quelli in cui la scrittrice si dedica alla ricerca di un proprio stile, concentra la sua attenzione, sull'opera e sul pensiero di Tolstoj. Ed è questo incontro che sembra aiutarla a precisare sempre meglio le sue predilezioni letterarie. In una lettera in cui comunicava il progetto di pubblicare una raccolta di novelle da dedicare a Tolstoj, Deledda scriveva: «Ai primi del 1899 uscirà La giustizia: e poi ho combinato con la casa Cogliati di Milano per un volume di novelle che dedicherò a Leone Tolstoi: avranno una prefazione scritta in francese da un illustre scrittore russo, che farà un breve studio di comparazione fra i costumi sardi e i costumi russi, così stranamente rassomiglianti». La relazione tra Deledda e i russi è ricca e profonda, e non è legata solo a Tolstoj ma si inoltra nel mondo complesso degli altri contemporanei: Gor'kij, Anton Čechov e quelli del passato più recente, Gogol', Dostoevskij e Turgenev. 
Nel giorno di Pasqua 1912 la Deledda invia una lettera alla moglie di Dostoevskij confessandole che Per me egli è stato il più grande artista moderno. I contatti fra la Deledda e la famiglia continuano, il 26 ottobre scrive una lettera a Ljubov' Federovna Dostoevskaja, figlia dello scrittore e auspica un nuovo incontro a Roma, a casa sua.

### Altre voci di critici
Attilio Momigliano in più scritti sostiene la tesi che Deledda sia "un grande poeta del travaglio morale" da paragonare a Dostoevskij. È nota la sua affermazione per cui «Nessuno dopo il Manzoni ha arricchito e approfondito come lei, in una vera opera d’arte, il nostro senso della vita», tuttavia la sua dettagliata attenzione si soffermò anche sulle singole opere con accenti di vario segno.
Francesco Flora afferma che «La vera ispirazione di Deledda è come un fondo di ricordi dell'infanzia e dell'adolescenza, e nella trama di quei ricordi quasi figure che vanno e si mutano sul fermo paesaggio, si compongono i sempre nuovi racconti. Anzi, poiché i primi affetti di lei si formano essenzialmente con la sostanza di quel paesaggio che ella disegnava sulla vita della nativa Sardegna, è lecito dire, anche per questa via, che l'arte di Deledda è essenzialmente un'arte del paesaggio».
Benedetto Croce da Pescasseroli, nel 1934, volle invece inferire la sua stroncatura parlando di ripetitività degli schemi narrativi e nella rappresentazione dei personaggi per categorie fisse; per questo "immobilismo", parlando di "solito folklore sardo", Croce ritenne di accostare l'opera deleddiana a quella di Salvatore Farina, del quale aveva scritto nel 1921. Di più e di peggio, per Croce (e poco più tardi anche per Eurialo De Michelis, che si insinuò lungo questa linea) l'eccesso di contesti di moralità conduceva l'opera della nuorese sulla via della "non arte"; e De Michelis fu su questo più puntuale, lamentando la inscindibilità del mondo letterario dal mondo morale e religioso. Vi è chi ha posto in pressoché esplicito collegamento l'avversione del critico abruzzese con la marginalizzazione dell'opera deleddiana, di cui poca traccia si ha nella narrazione letteraria e identitaria italiana: nei libri di scuola la scrittrice fu dimenticata e isolata, relegata agli ambiti suppostamente velleitari del regionalismo fors'anche per la resistenza del popolo che narrava contro quell'unitarismo post-risorgimentale oppressivo di cui era vivido e doloroso segno l'Editto delle chiudende.

### Testimonianze di scrittori stranieri
Su di lei scrisse prima Maksim Gor'kij e, più tardi, D. H. Lawrence.
Maksim Gor'kij raccomanda la lettura delle opere di Grazia Deledda a L. A. Nikiforova, una scrittrice esordiente. In una lettera del 2 giugno del 1910 le scrive: «Mi permetto di indicarle due scrittrici che non hanno rivali né nel passato, né nel presente: Selma Lagerlof e Grazia Deledda. Che penne e che voci forti! In loro c'è qualcosa che può essere d'ammaestramento anche al nostro mužik».
David Herbert Lawrence, nel 1928, dopo che Deledda aveva già vinto il Premio Nobel, scrive nell'Introduzione alla traduzione inglese del romanzo La Madre: «Ci vorrebbe uno scrittore veramente grande per farci superare la repulsione per le emozioni appena passate. Persino le Novelle di D'Annunzio sono al presente difficilmente leggibili: Matilde Serao lo è ancor meno. Ma noi possiamo ancora leggere Grazia Deledda, con interesse genuino». Parlando della popolazione sarda protagonista dei suoi romanzi la paragona a Hardy, e in questa comparazione singolare sottolinea che la Sardegna è proprio come per Thomas Hardy l'isolato Wessex. Solo che subito dopo aggiunge che a differenza di Hardy, «Grazia Deledda ha una isola tutta per sé, la propria isola di Sardegna, che lei ama profondamente: soprattutto la parte della Sardegna che sta più a Nord, quella montuosa». E ancora scrive: «È la Sardegna antica, quella che viene finalmente alla ribalta, che è il vero tema dei libri di Grazia Deledda. Essa sente il fascino della sua isola e della sua gente, più che essere attratta dai problemi della psiche umana. E pertanto questo libro, La Madre, è forse uno dei meno tipici fra i suoi romanzi, uno dei più continentali».
Anche il poeta, scrittore e traduttore armeno Hrand Nazariantz collaborò alla diffusione dell'opera di Deledda in lingua Armenia occidentale traducendone due racconti che furono pubblicati sulla rivista Masis nel 1907, si tratta di "վԱՆԱԿԱՆԸ" apparso sul numero 12 e "ՍԱՐՏԻՆԻՈՅ ԶԱՏԻԿԸ" pubblicato sul numero 35.

### L’avversione di Pirandello
Luigi Pirandello non nascose mai la sua avversione per Grazia Deledda, tanto da ispirarsi a lei e al marito per la composizione del romanzo Suo marito, come traspare dalla corrispondenza con Ugo Ojetti e poi dal rifiuto dell'editore Treves di pubblicarlo.

## Poetica

### I suoi temi principali
I suoi temi principali furono l'etica patriarcale del mondo sardo e le sue atmosfere fatte di affetti intensi e selvaggi.

### Il fato
L'esistenza umana è in preda a forze superiori, "canne al vento" sono le vite degli uomini e la sorte è concepita come "malvagia sfinge".

### Il peccato e la colpa
La narrativa di Deledda si basa su forti vicende d'amore, di dolore e di morte sulle quali aleggia il senso del peccato, della colpa, e la coscienza di una inevitabile fatalitàː

### Il bene e il male
«Nelle sue pagine si racconta della miserevole condizione dell'uomo e della sua insondabile natura che agisce - lacerata tra bene e male, pulsioni interne e cogenze esterne, predestinazione e libero arbitrio - entro la limitata scacchiera della vita; una vita che è relazione e progetto, affanno e dolore, ma anche provvidenza e mistero. Deledda sa che la natura umana è altresì - in linea con la grande letteratura europea - manifestazione dell'universo psichico abitato da pulsioni e rimozioni, compensazioni e censure. Spesso, infatti, il paesaggio dell'anima è inteso come luogo di un'esperienza interiore dalla quale riaffiorano ansie e inquietudini profonde, impulsi proibiti che recano angoscia: da una parte intervengono i divieti sociali, gli impedimenti, le costrizioni e le resistenze della comunità di appartenenza, dall'altra, come in una sorta di doppio, maturano nell'intimo altri pensieri, altre immagini, altri ricordi che agiscono sugli esistenti. La coscienza dell'Io narrante, che media tra bisogni istintuali dei personaggi e contro-tendenze oppressive e censorie della realtà esterna, sembrerebbe rivestire il ruolo del demiurgo onnisciente, arbitro e osservatore neutrale delle complesse dinamiche di relazione intercorrenti tra identità etiche trasfigurate in figure che recitano il loro dramma in un cupo teatro dell'anima»(da Dino Manca, Introduzione a L'edera cit.).

### Sentimento religioso
«In realtà il sentimento di adesione o repulsione autorale rispetto a questo o a quel personaggio, trova nella religiosità professata e vissuta, una delle discriminanti di fondo. Di fronte al dolore, all'ingiustizia, alle forze del male e all'angoscia generata dall'avvertito senso della finitudine, l'uomo può soccombere e giungere allo scacco e al naufragio, ma può altresì decidere di fare il salto, scegliendo il rischio della fede e il mistero di Dio. Altri tormenti vive chi, nel libero arbitrio, ha scelto la via del male, lontano dal timor di Dio e dal senso del limite, e deve sopportare il peso della colpa e l'angoscia del naufrago sospeso sull'abisso del nulla»(da Dino Manca, Introduzione a L'edera cit.).

### Personaggi
«Le figure deleddiane vivono sino in fondo, senza sconti, la loro incarnazione in personaggi da tragedia. L'unica ricompensa del dolore, immedicabile, è la sua trasformazione in vissuto, l'esperienza fatta degli uomini in una vita senza pace e senza conforto. Solo chi accetta il limite dell'esistere e conosce la grazia di Dio non teme il proprio destino. Portando alla luce l'errore e la colpa, la scrittrice sembra costringere il lettore a prendere coscienza dell'esistenza del male e nel contempo a fare i conti col proprio profondo, nel quale certi impulsi, anche se repressi, sono sempre presenti. Ma questo processo di immedesimazione non conosce catarsi, nessun liberatorio distacco dalle passioni rappresentate, perché la vicenda tragica in realtà non si scioglie e gli eventi non celano alcuna spiegazione razionale, in una vita che è altresì mistero. Resta la pietas, intesa come partecipazione compassionevole verso tutto ciò che è mortale, come comprensione delle fragilità e delle debolezze umane, come sentimento misericordioso che induce comunque al perdono e alla riabilitazione di una comunità di peccatori con un proprio destino sulle spalle. Anche questo avvertito senso del limite e questo sentimento di pietà cristiana rendono la Deledda una grande donna prima ancora che una grande scrittrice».

### Una Sardegna mitica
Deledda esprime una scrittura personale che affonda le sue radici nella conoscenza della cultura e della tradizione sarda, in particolare della Barbagia.
«L'isola è intesa come luogo mitico e come archetipo di tutti i luoghi, terra senza tempo e sentimento di un tempo irrimediabilmente perduto, spazio ontologico e universo antropologico in cui si consuma l'eterno dramma dell'esistere.»
(Discoteca di Stato: parole registrate nella serie "La Voce dei Grandi", anche in "Il Convegno", Omaggio alla Deledda (N. Valle), 1959.)

## Lingua e stile
È stata la stessa Deledda a chiarire più volte, nelle interviste e nelle lettere, la distanza tra la cultura e la civiltà locali e la cultura e la civiltà nazionali. Ma anche questo suo parlare liberamente del proprio stile e delle proprie lingue ha suscitato e suscita soprattutto oggi interpretazioni fuorvianti, e tuttavia ripropone senza posa l'intenso rapporto tra civiltà-cultura-lingua come una equazione mal risolta.
In una sua lettera scrive:
La lingua italiana è quindi, per lei sardofona, una lingua non sua, una lingua che deve conquistarsi. La composizione in lingua italiana, per uno scrittore che assuma la materia della narrazione dal proprio vissuto e dal proprio universo antropologico sardo, presenta numerose e sostanziali difficoltà e problemi. Né il dibattito recente sul bilinguismo è riuscito ancora a chiarire questo rapporto di doppia identità. Doppia identità per questa specie particolare di bilinguismo, e di diglossia che è stata per secoli la "condizione umana degli scrittori italiani non toscani; ma anche dei toscani, quando non componevano in vernacolo".
L'attività epistolare e autocorrettoria di Grazia Deledda è ben ponderata, cosa che non le impedì di scrivere in lingua italiana questa lettera del 1892 sull'italiano: «Io non riuscirò mai ad avere il dono della buona lingua, ed è vano ogni sforzo della mia volontà». Dall'epistolario e dal suo profilo biografico si evince un distinto senso di noia per quei manuali di lingua italiana che avrebbero dovuto insegnarle lo stile e che sarebbero dovuti esserle di aiuto nella formazione della sua cultura letteraria di autodidatta, di contro emerge una grande abitudine alla lettura e una grande ammirazione per i maestri narratori attraverso la lettura dei loro romanzi.
Quella di Deledda era una scrittura moderna che ben si adattava alla narrazione cinematografica, infatti dai suoi romanzi vennero tratti diversi film già nei primi anni dieci del XX secolo. Nel 1916 il regista Febo Mari aveva incominciato a girare Cenere con l'attrice Eleonora Duse, purtroppo a causa della prima guerra mondiale il film non fu mai concluso.
Nel più recente dibattito sul tema delle identità e culture nel terzo millennio, il filologo Nicola Tanda ha scritto: «La Deledda, agli inizi della sua carriera, aveva la coscienza di trovarsi a un bivio: o impiegare la lingua italiana come se questa lingua fosse stata sempre la sua, rinunciando alla propria identità o tentare di stabilire un ponte tra la propria lingua sarda e quella italiana, come in una traduzione. Comprendendo però che molti di quei valori di quel mondo, di cui avvertiva imminente la crisi, non sarebbero passati nella nuova riformulazione. La presa di coscienza, anche linguistica, della importanza e dell'intraducibilità di quei valori, le consente di recuperare termini e procedimenti formali del fraseggio e della colloquialità sarda che non sempre trovano in italiano l'equivalente e che perciò talora vengono introdotti e tradotti in nota. Nei dialoghi domina meglio l'ariosità e la vivacità della comunicazione orale, di cui si sforza di riprodurre l'intonazione, di ricalcare l'andamento ritmico. Accetta e usa ciò che è etnolinguisticamente marcato, imprecazioni, ironie antifrastiche, risposte in rima, il repertorio di tradizioni e di usi, già raccolto come materiale etnografico per la Rivista di tradizioni popolari, che ora impiega non più come reperto documentario o decorativo ma come materiale estetico orientato alla produzione di senso. Un'operazione tendenzialmente espressionistica che la prosa italiana, malata di accademismo con predilezione per la forma aulica, si apprestava a compiere, per ricavarne nuova linfa, tentando sortite in direzione del plurilinguismo o verso il dialetto».

Alcuni studiosi asseriscono che Deledda, benché sardofona, abbia deciso di scrivere in lingua italiana, in risposta al clima di italianizzazione e omogeneizzazione culturale, per raggiungere un più ampio mercato.

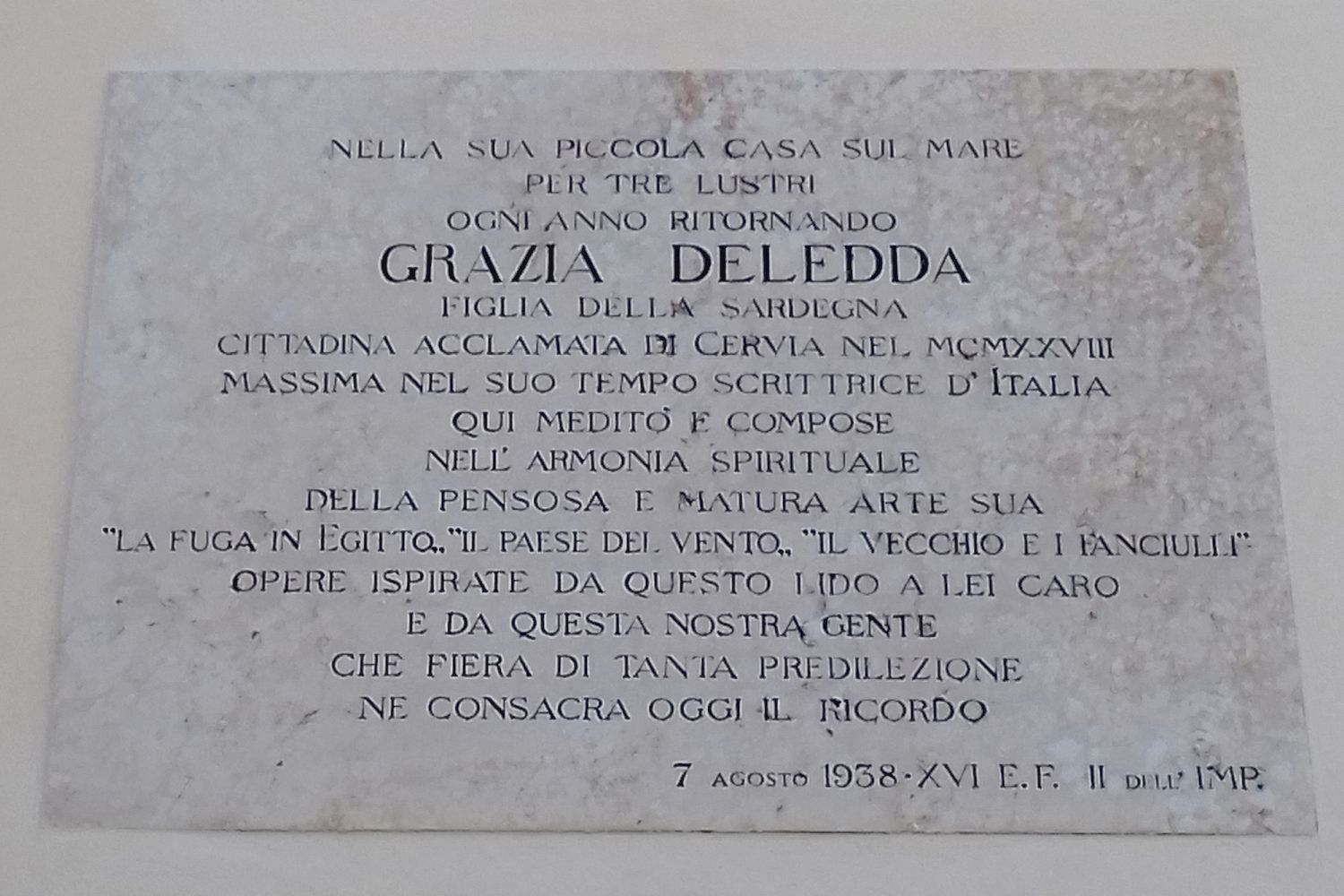
Targa sulla facciata della casa comunale a Cervia che ricorda il conferimento alla scrittrice nel 1928 della cittadinanza onoraria

## Riconoscimenti
- Le è stato dedicato un cratere di 32 km di diametro sul pianeta Venere.
- Un traghetto porta il suo nome, Deledda.
- L'artista Maria Lai di Ulassai nel 2012 le ha dedicato il monumento Omaggio a Grazia Deledda, presso la Chiesa della Solitudine a Nuoro.
- Porta il suo nome la centrale termoelettrica dell'Enel di Portoscuso in provincia di Carbonia-Iglesias, in seguito a un concorso-sondaggio intitolato "Dai un nome alla Centrale Elettrica" bandito per gli studenti delle scuole del Sulcis nel 2004.
- Il comune di Galtellì, nel 1996, ha dedicato alla scrittrice il parco letterario e ha incominciato un percorso di valorizzazione dei luoghi che ispirarono Deledda a scrivere il romanzo Canne al vento e ben 5 novelle. Percorrendo questo parco è possibile rivivere le emozioni che l'autrice ha trasmesso nelle sue opere qui ambientate. In questo posto è possibile rivivere le tradizioni, gli usi e costumi del posto che hanno ispirato l'autrice. Questo parco offre lettore i mezzi per essere coinvolto e partecipare alla tutela di quell'ambiente che ha ispirato l'autrice sarda. I siti d'interesse del parco sono: l'ex cattedrale di San Pietro, di origine medievale, con la sua necropoli; la chiesa di Santa Maria delle Torri (attuale Santissimo Crocifisso), dove è custodito un crocifisso ligneo; Vico Cagliari, uno degli angoli più suggestivi del paese. All'interno del parco letterario è ubicato il museo etnografico, che ricostituisce la vita pastorale e contadina che ritroviamo nelle varie opere dell'autrice. Nel corso dell'anno vengono svolti eventi e molte sono le iniziative, che coinvolgono visitatori di varie fasce d'età. Il 21 marzo 2020 doveva svolgersi la Giornata della poesia e delle foreste, evento poi annullato a causa della pandemia da COVID-19. Era prevista una visita "social" del parco immaginata con lo sguardo dell'autore Gianni Rodari. Nel 2011 è stato conferito al parco il premio cultura UNESCO.
- A Cervia, dove possedeva una villa nella quale soggiornò per molti anni in estate, nel 1928 le fu conferita la cittadinanza onoraria e, nel 1956, sul lungomare che porta il suo nome le è stato dedicato un monumento in bronzo dello scultore Angelo Biancini, rappresentante una pastora sarda.
- A Cagliari, a Genova, Trieste, a Lecce e a Modena le sono stati intitolati istituti superiori.
- Nel 2007, il cantautore sardo Mariano Deidda le ha dedicato un intero album, Mariano Deidda canta Grazia Deledda - Rosso Rembrandt, in cui i testi delle canzoni sono passaggi dell'opera di Grazia Deledda.
- Nel 2018, in occasione dell'anniversario della nascita, la compagnia aerea low cost Norwegian Air Shuttle ha reso omaggio alla scrittrice fregiando la coda di un Boeing 737 con una sua immagine.
- Nel 2020, ai piedi del monte Ortobene di Nuoro, è stata posta una statua a lei dedicata, realizzata dall’artista locale Pietro Longu. Un'altra statua a lei dedicata è stata inaugurata sempre a Nuoro nel 2016, in occasione delle celebrazioni per l’ottantesimo anniversario della morte della scrittrice e del novantesimo dal conferimento del Nobel.

## Opere
- Memorie di Fernanda , Ed. Perino, pubblicato a puntate nella rivista Ultima Moda, 1888.
- Nell'azzurro!..., Milano, Trevisini, 1890 ( Leggi su Wikisource, edizione del 1929)
- Stella d'oriente (con lo pseudonimo di Ilia di Saint-Ismael), Cagliari, Tip. Edit. dell'Avvenire di Sardegna, 1890.
- Fior di Sardegna, Roma, Perino, 1891 ( Leggi su Wikisource, edizione del 1917)
- Racconti sardi, Sassari, Dessì, 1894 ( Leggi su Wikisource)
- Tradizioni popolari di Nuoro in Sardegna, Roma, Forzani e c. tipografi del Senato, 1894( Leggi su Wikisource)
- Anime oneste. Romanzo famigliare, Milano, Cogliati, 1895 ( Leggi su Wikisource, edizione del 1905)
- La via del male, Torino, Speirani e Figli, 1896 ( Leggi su Wikisource, edizione del 1906)
- L'ospite, Rocca S. Casciano, Cappelli, 1897 ( Leggi su Wikisource, edizione del 1906)
- Paesaggi sardi, Torino, Speirani e Figli, 1897.
- Il tesoro, Torino, Speirani e Figli, 1897 ( Leggi su Wikisource, edizione del 1928)
- Le tentazioni. Novella sarda, "Nuova Antologia", 1898; Milano, Cogliati, 1899 ( Leggi su Wikisource, edizione del 1899)
- La giustizia, Torino, Speirani e Figli, 1899 ( Leggi su Wikisource, edizione del 1929)
- Il vecchio della montagna, Torino, Roux e Viarengo, 1900 ( Leggi su Wikisource, edizione del 1920)
- Elias Portolu, "Nuova Antologia", agosto-ottobre 1900; Torino-Roma, Roux e Viarengo, 1903 ( Leggi su Wikisource, edizione del 1928)
- La regina delle tenebre, Milano, Agnelli, 1902 ( Leggi su Wikisource, edizione del 1903)
- Dopo il divorzio, Torino, Roux e Viarengo, 1902 ( Leggi su Wikisource)
- I giuochi della vita, in "Nuova Antologia", 1902; Milano, Treves, 1905 ( Leggi su Wikisource, edizione del 1920)
- Cenere, Roma, Nuova Antologia, 1904 ( Leggi su Wikisource, edizione del 1929)
- Nostalgie, Roma, Nuova Antologia, 1905 ( Leggi su Wikisource, edizione del 1914)
- L'ombra del passato, Roma, Nuova Antologia, 1907 ( Leggi su Wikisource)
- Amori moderni, Roma, Voghera, 1907 ( Leggi su Wikisource, edizione del 1906)
- Il nonno. Novelle, Roma, Nuova Antologia, 1908 ( Leggi su Wikisource)
- L'edera, in "Nuova Antologia", 1908; Milano, Treves, 1921 ( Leggi su Wikisource, edizione del 1920)
- Il nostro padrone, Milano, Treves, 1910 ( Leggi su Wikisource, edizione del 1920)
- Sino al confine, Milano, Treves, 1910 ( Leggi su Wikisource, edizione del 1922)
- Nel deserto, Milano, Treves, 1911 (già in "Nuova Antologia", nn. 235-236) ( Leggi su Wikisource)
- Colombi e sparvieri, Milano, Treves, 1912 ( Leggi su Wikisource)
- Chiaroscuro. Novelle, Milano, Treves, 1912 ( Leggi su Wikisource, edizione del 1921)
- L'edera. Dramma in tre atti, con Camillo Antona-Traversi, Milano, Treves, 1912 ( Leggi su Wikisource, edizione del 1923)
- Canne al vento, "L'Illustrazione italiana", 12 gennaio-27 aprile 1913; Milano, Treves, 1913 ( Leggi su Wikisource, edizione del 1913)
- Le colpe altrui, Milano, Treves, 1914 ( Leggi su Wikisource, edizione del 1920)
- Marianna Sirca, Milano, Treves, 1915 ( Leggi su Wikisource, edizione del 1915)
- Il fanciullo nascosto. Novelle, Milano, Treves, 1915 ( Leggi su Wikisource, edizione del 1921)
- L'incendio nell'oliveto, Milano, Treves, 1918 ( Leggi su Wikisource, edizione del 1921)
- Il ritorno del figlio - La bambina rubata. Novelle, Milano, Treves, 1919 ( Leggi su Wikisource)
- La madre, Milano, Treves, 1920 ( Leggi su Wikisource, edizione del 1920)
- Cattive compagnie, Milano, Treves, 1921 ( Leggi su Wikisource, edizione del 1921)
- La Grazia. Dramma pastorale in tre atti, con Claudio Guastalla e Vincenzo Michetti, Milano, Ricordi, 1921.
- Il segreto dell'uomo solitario, Milano, Treves, 1921 ( Leggi su Wikisource)
- Il Dio dei viventi, Milano, Treves, 1922 ( Leggi su Wikisource, edizione del 1930)
- Il flauto nel bosco. Novelle, Milano, Treves, 1923 ( Leggi su Wikisource)
- La danza della collana, Milano, Treves, 1924 ( Leggi su Wikisource)
- La fuga in Egitto, Milano, Treves, 1925 ( Leggi su Wikisource, edizione del 1926)
- Il sigillo d'amore, Milano, Treves, 1926 ( Leggi su Wikisource)
- Annalena Bilsini, Milano, Treves, 1927 ( Leggi su Wikisource)
- Il vecchio e i fanciulli, Milano, Treves, 1928 ( Leggi su Wikisource, edizione del 1929)
- Il dono di Natale, Milano, Treves, 1930.
- Giaffà. Racconti per ragazzi, Palermo, R. Sandron, 1931 ( Leggi su Wikisource)
- Il paese del vento, Milano, Treves, 1931 ( Leggi su Wikisource)
- La vigna sul mare, Milano-Roma, Treves-Treccani-Tumminelli, 1932 ( Leggi su Wikisource)
- Sole d'estate, Milano, Treves, 1933 ( Leggi su Wikisource)
- L'argine, Milano, Treves, 1934 ( Leggi su Wikisource)
- La chiesa della solitudine, Milano, Treves, 1936 ( Leggi su Wikisource)
- Cosima, in "Nuova Antologia", 16 settembre e 16 ottobre 1936; Milano, Treves, 1937 ( Leggi su Wikisource)
- Versi e prose giovanili, Milano, Treves, 1938.
- Il cedro del Libano. Novelle, Milano, Garzanti, 1939 ( Leggi su Wikisource)
- Lettere di Grazia Deledda a Marino Moretti (1913-1923), Padova, Rebellato, 1959.
- Lettere inedite, Milano, Fabbri, 1966.
- Lettere inedite di Grazia Deledda ad Arturo Giordano, direttore della Rivista letteraria, Alghero, Nemapress, 2004. ISBN 88-7629-023-0.
- Lettere ad Angelo De Gubernatis (1892-1909), Cagliari, Centro di studi filologici sardi-CUEC, 2007. ISBN 978-88-8467-399-2.
- Romanzi, Volume I, a cura di Silvia Lutzoni, Prefazione di Massimo Onofri, Introduzioni di Alessandro Cadoni, Silvia Lutzoni, Alessandro Marongiu, Giuseppe Mussi, Barbara Pasqualetto, Il Maestrale, Nuoro, 2010.
- Amore lontano. Lettere al gigante biondo (1891-1909), Milano, Feltrinelli, 2010. ISBN 978-88-07-49102-3.
- Racconti di Natale, Roma, Ecra, 2015. ISBN 978-88-6558-172-8
- Tutte le novelle, Volume I, 1890-1915, Prefazione di Marcello Fois, Il Maestrale, Nuoro, 2019.
- Tutte le novelle, Volume II, 1919-1939, Prefazione di Rossana Dedola, Il Maestrale, Nuoro, 2019.
- Giaffà. Racconti per ragazzi, introduzione di Elisa Ruotolo, Santa Maria Capua Vetere, Edizioni Spartaco, 2024.

## Filmografia
- Cenere (1916), regia di Febo Mari, con Eleonora Duse.
- La grazia (1929), film muto, tratto dalla novella Di Notte, regia di Aldo De Benedetti.
- Le vie del peccato di Giorgio Pàstina (1946), tratto dalla novella Dramma che era comparsa nella raccolta Il fanciullo nascosto nel 1928.
- L'edera regia di Augusto Genina (1950).
- Amore rosso - Marianna Sirca di Aldo Vergano, tratto da Marianna Sirca (1952).
- Proibito, tratto dal romanzo La Madre, regia di Mario Monicelli (1954).
- Canne al vento, regia di Mario Landi (1958).
- L'edera, regia di Giuseppe Fina (1974).
- Il peccatore, regia di Francesco Trudu (2014), tratto dalla novella La madre.
- L'amore e la gloria - La giovane Deledda, regia di Maria Grazia Perria. Un film con Marisa Serra, Angelo Trofa. (2024)

## Omaggi
La scrittrice sarda è il personaggio protagonista del film Viaggio a Stoccolma.
A Nuoro, sua città natale, le è stata intestata una via (dove si trova la sua casa natale, ora diventata un museo), una piazza, un parco, un bar e una scuola media. Inoltre, collocati in vari punti della città, si trovano quattro statue raffiguranti la scrittrice, create da illustri artisti locali.